# Badminton Motors
Badminton Motors Limited war ein britischer Automobilhersteller, der zwischen 1907 und 1908 in Willesden bei London tätig war. Die Firma war ein britisch-französisches Joint Venture.
Es gab zwei Modelle mit Vierzylindermotoren. Der 14/20 hp besaß einen 2,8-l-Motor, der 20 hp einen mit 3,4 l Hubraum. Der stärkere 20 hp hatte aber den deutlich kleineren Radstand der beiden Fahrzeuge.